# Plano Bakker-Schut

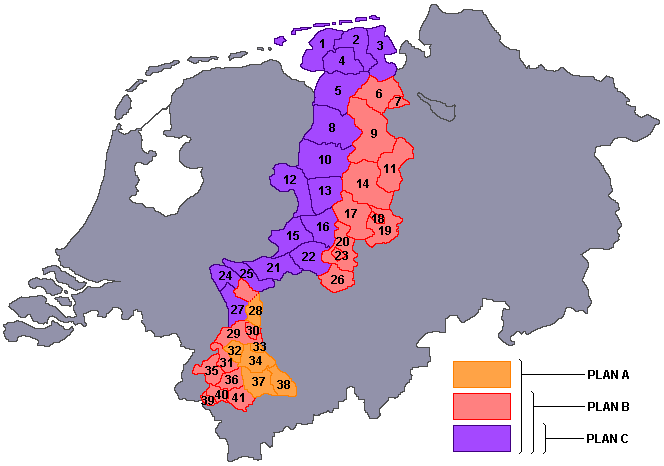
A oeste os Países Baixos, a leste as zonas alemãs da Baixa Saxónia e Vestfália do Norte. As zonas coloridas correspondem aos territórios reclamados pelos Países Baixos no plano Bakker-Schut.

O plano Bakker-Schut foi um plano de anexação de territórios da Alemanha esboçado pelos Países Baixos após a Segunda Guerra Mundial.

## Descrição
O nome do plano provinha do nome dos membros da comissão neerlandesa encarregada de redigir este projeto. Consistia numa série de reparações económicas mas também incluía a anexação de alguns territórios alemães. Na sua forma mais ambiciosa incluía cidades como Colónia, Aachen, Münster ou Osnabrück. A ser realizado, o plano daria aos Países Baixos um aumento de mais de 30% do seu território.
Muitos alemães que viviam nos Países Baixos foram considerados "sujeitos inimigos" e internados em campos de concentração na chamada operação Black Tulip. Destes, 4 000 foram deportados dos Países Baixos. Como resposta a esta operação, o Alto Comissariado Aliado expulsou milhares de cidadãos neerlandeses residentes na Alemanha. O plano Bakker-Schut previa também a expulsão de toda a população local à exceção dos alemães que falavam o dialeto baixo alemão, língua semelhante à língua neerlandesa.

## Rejeição do Plano
Em 1947, o Alto Comissariado Aliado de Alemanha rejeitou o projeto neerlandês. Os aliados estavam incomodados pela chegada de refugiados alemães à Alemanha (entre 12 e 14 milhões) e não estavam dispostos a que houvesse mais deslocações populacionais.
A conferência de Londres de 23 de abril de 1949 permitiu não obstante realizar pequenos ajustes fronteiriços a favor dos Países Baixos. Nesse mesmo dia, tropas neerlandesas ocuparam zonas correspondentes a uma versão reduzida do plano C do Plano Bakker-Schut. A maioria dos territórios ocupados foram-lhe devolvidos logo a Alemanha em 1 de agosto de 1963, exceto uma pequena colina no pequeno povoado de Wyler.